# Lebuíno
Lebuíno (também conhecido como Lebuin, Lebwin ou Liafwin [e]) é o Apóstolo dos Frísios e patrono de Deventer (nascido na Inglaterra de pais anglo-saxões, data desconhecida; morreu em Deventer por volta de 775).

## Vida
Lebuíno era um monge do mosteiro de Vilfrido em Ripon. Inspirado pelo exemplo de São Bonifácio, Vilibrordo e outros grandes missionários ingleses, ele resolveu dedicar sua vida à conversão dos alemães. Depois da sua ordenação, seguiu em 754 para Utreque, onde foi recebido por São Gregório, bispo interino daquele lugar, que lhe confiou a missão de Overijssel na fronteira da Vestfália e deu-lhe um companheiro - Marcelino, um discípulo de Santo Vilibrordo.
Lebuíno pregou o Evangelho entre as tribos do distrito e ergueu uma pequena capela em Wilp (ver: Voorst) (Wilpa) na margem oeste do IJssel. Sua venerável personalidade e profundo conhecimento rapidamente conquistaram muitos para o cristianismo, mesmo entre os nobres, e logo se tornou necessário construir em Deventer, na margem leste do rio, uma igreja maior. No entanto, o grande sucesso de Lebuíno despertou hostilidade entre os pagãos. Atribuindo suas conversões à feitiçaria, eles formaram uma aliança com os saxões anticristãos, queimaram a igreja em Deventer e dispersaram os convertidos. 
Depois de escapar com dificuldade, Lebuíno decidiu dar voz às reivindicações do Cristianismo na assembleia nacional (Allthing) dos Saxões em Marklo perto de Weser (Noroeste da Alemanha).
O Vitae de Lebuíno descreve em grandes detalhes sua aparição perante a assembleia, onde, afirma-se, ele apontou para os saxões a ineficácia de suas divindades. Também descreve como ele os advertiu sobre a destruição iminente nas mãos de um rei poderoso, a menos que se convertessem ao cristianismo. Com a intercessão do nobre Buto, ele os persuadiu suficientemente do poder de sua missão de que eles não apenas o permitiram escapar com vida, mas lhe permitiram pregar sem ser molestado no território que lhe foi designado. Sua vida pode ter sido uma fonte de inspiração para a criação do culto de São Livino de Gante.

## Morte
Em seu retorno à Frísia, Lebuíno reconstruiu a igreja em Deventer, onde mais tarde foi sepultado. A data exata de sua morte é desconhecida, porém é quase certo que tenha ocorrido antes de 776, porque durante aquele ano, os saxões atacaram e queimaram a igreja de Deventer e ainda não conseguiram identificar seus restos mortais dentro da igreja após três dias. Seu corpo e uma cópia dos Evangelhos que se presume ter sido escrita por sua mão ainda estavam em Deventer, em uma igreja que leva seu nome, até 882, quando foi novamente destruída pelos normandos. As relíquias de São Lebuíno (cuja festa também é em 12 de novembro) são provavelmente as de Lebuíno. São Ludgero reconstruiu a igreja alguns anos depois e, ao fazê-lo, redescobriu os restos mortais do santo sob o local. 

## Veneração
- Lebuinus é comemorado pela Igreja em 12 de novembro, principalmente na Holanda .
- O Lebuïnuskerk, Deventer foi consagrado em seu nome. [3]